# Dayna Stephens
Dayna Sean Stephens (San Francisco, 1 augustus 1978) is een Amerikaanse jazzsaxofonist en -contrabassist.

## Biografie
Stephens groeide op in de San Francisco Bay Area, waar hij op 13-jarige leeftijd saxofoon begon te spelen. Hij ging naar de Berkeley High School, voordat hij studeerde aan de Berklee School of Music en daarna tot 2002 aan het Thelonious Monk Institute of Jazz. 
Naast zijn eigen formaties werkte hij met Kenny Barron, Taylor Eigsti, Julian Lage, Eric Harland, Ambrose Akinmusire en Gerald Clayton. Tot 2013 bracht hij de vier albums The Timeless Now (2007), Today Is Tomorrow (2012), That Nepenthetic Place (2013, met Ambrose Akinmusire, Jaleel Shaw, Joe Sanders en Gretchen Parlato) uit en I’ll Take My Chances (Criss Cross Jazz, 2013). 2014 volgde het album Peace (Sunnyside Records), waaraan Larry Grenadier, Julian Lage, Brad Mehldau en Eric Harland meewerkten en in 2017 Gratitude (Contagious Music). In 2018 werkte hij mee aan het album Six of One van David Berkman.
Op het gebied van jazz was hij tussen 2000 en 2013 betrokken bij 22 opnamesessies , waaronder ook met Gretchen Parlato, Linda Oh, BJ Papa en Phil Ranelin. Stephens heeft de ziekte focale segmentale glomerulosclerose.
- Bibliothèque nationale de France: cb16958608x (data)
- Gemeinsame Normdatei: 1064626440
- International Standard Name Identifier: 0000 0000 7066 7557
- Library of Congress Control Number: no2009123624
- MusicBrainz: 84ddd797-42eb-44b2-8051-bd642aa1b81b
- Virtual International Authority File: 96835496
- WorldCat: E39PBJptXRQQTHC8BjmpGjmPQq